# كيم يو-مي
كيم يومي (الهانغول: 김유미، من مواليد 26 أبريل 1990)، معروف أيضا باسم يومي كيم، حاملة لقب ملكة جمال كوريا الجنوبية وممثلة كورية جنوبية، توجت ملكة جمال كوريا 2012، ملكة جمال كون كوريا 2013 ومثلت بلدها في مسابقة ملكة جمال الكون 2013 .

## روابط خارجية
- كيم يو-مي على موقع IMDb (الإنجليزية)

- Miss Korea 2012 profile
- Miss Universe 2013 profile
- Agency profile نسخة محفوظة 7 مايو 2017 على موقع واي باك مشين.
- كيم يو-مي  على فيسبوك.
- كيم يو-مي على إنستغرام